# Marta Wcisło

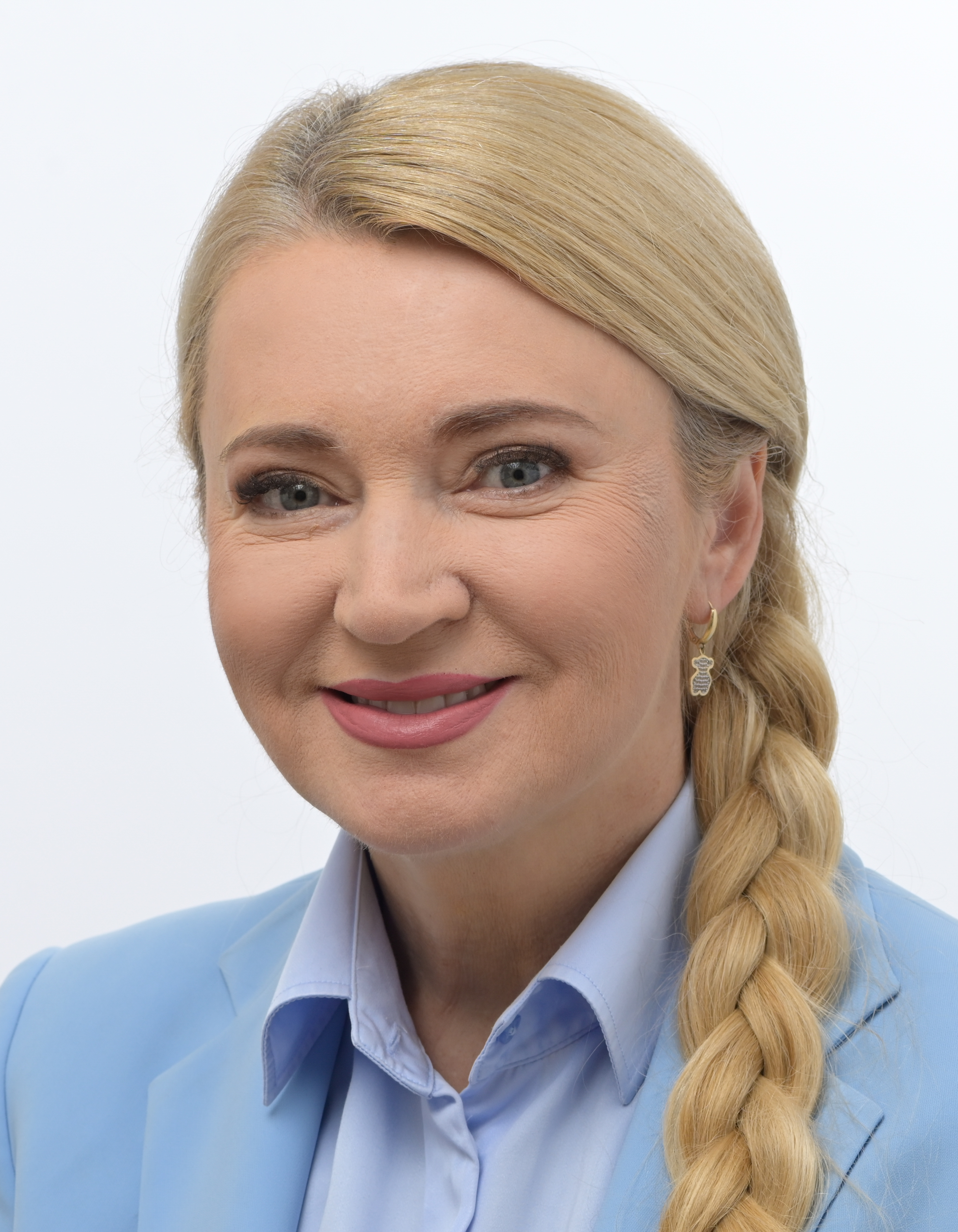
Marta Wcisło (2024)

Marta Wcisło (* 26. Februar 1969 in Kraśnik) ist eine polnische Politikerin, Künstlerin und Pädagogin. Sie ist seit 2024 Mitglied des Europäischen Parlaments. Von 2019 bis 2024 gehörte sie dem Sejm in der IX. und X. Wahlperiode an. Sie ist Mitglied der Platforma Obywatelska (PO).

## Leben und Beruf
Nach dem Studium an der philosophischen Fakultät der Maria-Curie-Skłodowska-Universität absolvierte sie ein postgraduelles Pädagogikstudium. Später gründete sie mit ihrem Ehemann ein Handelsunternehmen. Sie war Mitbegründerin des lokalen Unternehmerrates beim Stadtpräsidenten von Lublin. Sie ist Vizepräsidentin der polnischen Handelsstiftung.

## Politik
Bei den Selbstverwaltungswahlen 2006 kandidierte sie noch erfolglos für die Platforma Obywatelska (PO) für den Stadtrat von Lublin. Bei den folgenden Selbstverwaltungswahlen 2010, 2014 (jeweils für die PO) und 2018 (für das Wahlkomitee von Krzysztof Żuk, das von der PO unterstützt würde) in den Rat gewählt. Sie war seit 2014 stellvertretende Vorsitzende des Stadtrates. In dieser Zeit kandidierte sie bei der Parlamentswahl 2015 erfolglos für den Sejm.
Bei der Parlamentswahl 2019 wurde sie erstmals in den Sejm gewählt und 2023 wiedergewählt. Bei der Europawahl 2024 wurde sie in das Europaparlament gewählt. Im Europaparlament gehört sie der Fraktion der Europäischen Volkspartei (Christdemokraten) an.